# الألمان في حرب الاستقلال الأمريكية

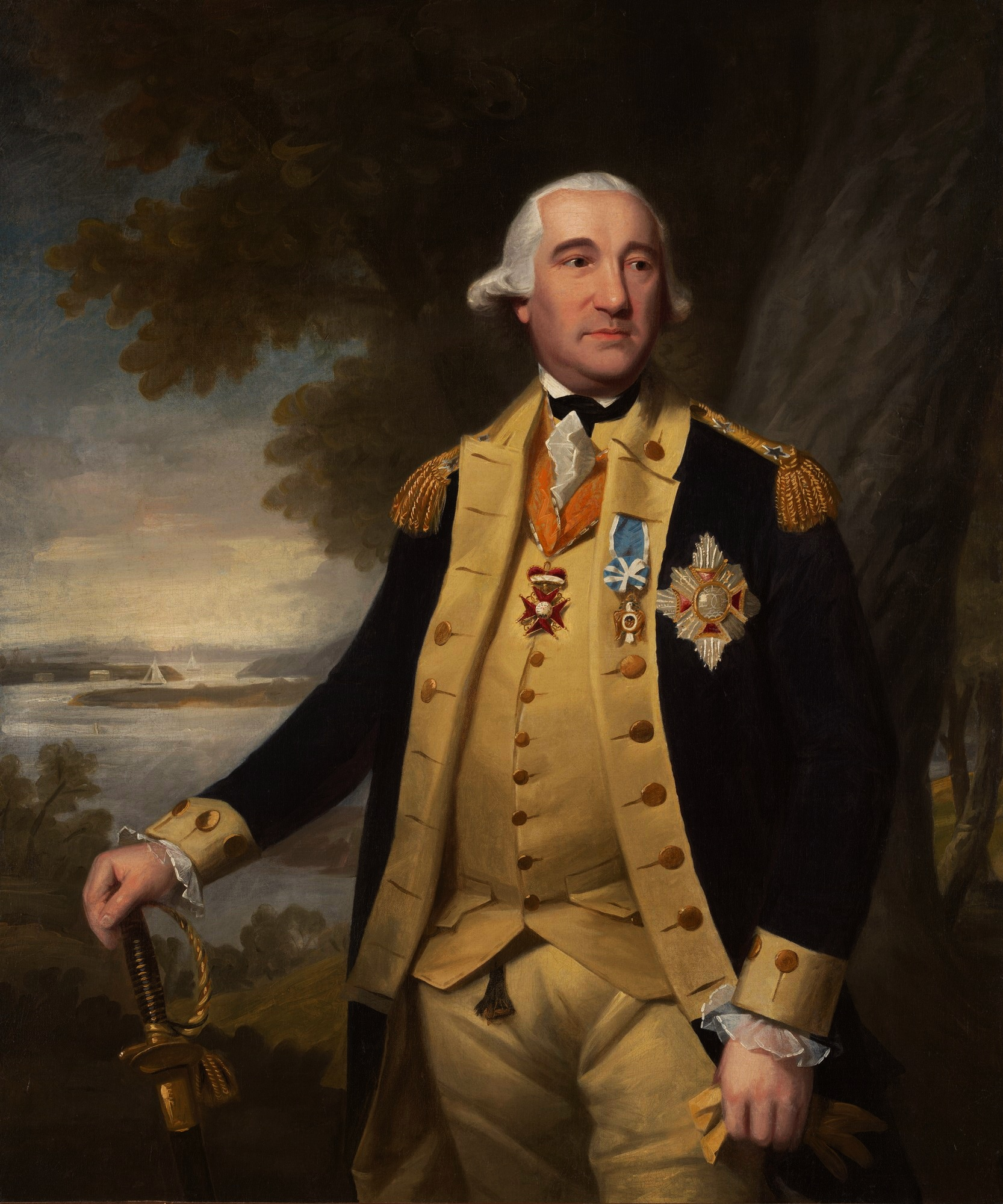

خدم الألمان العرقيون مع طرفي حرب الاستقلال الأمريكية. ودعم الكثيرون، وخاصةً الجنود المرتزقة المُستأجرين ذوي التدريب والكفاءة العالية في القتال من الدول الجرمانية مثل لاندغريفية هسن كاسل، والذين دعموا القضية الموالية وعملوا كحلفاء لمملكة بريطانيا العظمى، وكان جورج الثالث أميرًا ناخبًا لهانوفر.
عينت بريطانيا العظمى 18 ألف جندي هسن. كان هؤلاء الجنود المرتزقة يستأجرون من قبل حكام عدة ولايات ألمانية صغيرة مثل هسن للقتال إلى جانب البريطانيين. ألقي القبض على العديد منهم؛ وبقوا أسرى خلال الحرب، ولكن البعض بقي وصار مواطنًا أمريكيًا. في الثورة الأميركية كان المينونانتيين وغيرهم من الطوائف الدينية الصغيرة دعاة سلام محايدين. كان اللوثريون في بنسلفانيا إلى جانب الثوريين وكانت عائلة مولنبرغ بقيادة الأب هنري مولينبرغ مؤثرة بشكل خاص في ذلك الجانب. أصبح ابنه بيتر مولينبرغ، وهو رجل دين لوثري في فرجينيا، من كبار الضباط، ثم أصبح بعد ذلك عضوًا في الكونجرس. ولكن في نيويورك، كان العديد من الألمان إما محايدين أو موالين (موالين لمملكة بريطانيا العظمى والنظام الملكي البريطاني).

## مساعدين عيّنتهم بريطانيا
عاش الألمان في أوروبا في العديد من الولايات المنفصلة. لكن لم يشكل أي منها تحالفًا مع بريطانيا (مثلما فعل أغلبها في الحروب السابقة). ومع ذلك، قسم قليل من هذه الولايات كان على استعداد لتوظيف الجنود وتأجيرهم لبريطانيا. رفضت بروسيا عرض توظيف الجنود من قواتها. على الرغم من معارضة حزب الأحرار البريطاني (الهويجز) لاستخدام الجنود الألمان بنيّة الضغط على الجيش الألماني، فقد وافق البرلمان بأغلبية ساحقة على هذا التدبير من أجل الإسراع بزيادة الحاجة إلى القوات لقمع التمرد. تُعد فكرة توظيف الجنود شائكة ومثيرة للجدل بالنسبة لبعض الأوروبيين إذ كانت الشعوب الأوروبية تفتخر بخدمة رجالها في الحرب بشكل عام. لم يلتحق الألمان الذين يعيشون في أمريكا بالوحدات المساعِدة بل قرر قسم منهم الاشترك في صفوف الوحدات البريطانية مثل وحدة سلاح البنقدية الملكي.
شكّل الطلب المفاجئ على توظيف الآلاف من المجندين عبئًا كبيرًا على القائمين بعمليات التجنيد. وكان لا بد من استيفاء المعايير الأساسية، بما في ذلك الحد الأدنى من الطول وصحة الأسنان، للموافقة على حمل أسلحة مثل الفلينتوك والمسكيت. يمكن إجبار الموظفين القائمين بالتجنيد على دفع خسائر بسبب الفرار من الخدمة أو فقدان أي من الأسلحة.

شعر الأمريكيون بالذعر إثر وصول المقاتلين الألمان المستأجَرين. وقد أعلن العديد من الممثلين الأمريكيين في الهيئات القارية أنهم على استعداد لإعلان الاستقلال في حال استخدم الملك جورج مثل هؤلاء الجنود في الحرب ضدهم. وقد أشار الوطنيون إلى القوات الألمانية المستأجرة على أنهم من المرتزقة. انعكس هذا الغضب الوطني أيضًا في بيان إعلان الاستقلال:
في هذا الوقت، يقوم بنقل جيوشًا كبيرة من المرتزقة الأجانب لإكمال عمليات الموت والدمار والطغيان، وقد بدأ بالفعل بظروف من القسوة والتوازي مع ذلك في أكثر العصور همجية، ولا يستحق مطلقًا أن يكون رئيس أمة متحضرة.

- إعلان الاستقلال الأمريكي
يميز فقهاء الحقبة الاستعمارية بين المجندين والمرتزقة إذ يخدم المجندون قائدهم عند إرسالهم لمساعدة قائد آخر، أما المرتزقة، فهم يخدمون قائدًا أجنبيًا كأتباع له فقط. وبهذا التمييز، فإن القوات التي خدمت في الثورة الأمريكية لم تكن من المرتزقة بل كانت من المجندين المستأجرين. إلا أن المؤرخين الجمهوريين الأوائل قد دافعوا عن مصطلح «المرتزقة» لتمييز الجيوش الأجنبية المحترفة عن جنود الميليشيا المثالية الذين يناضلون من أجل الاستقلال. شجعت ميرسي أوتيس وارين فكرة توظيف المجندين الألمان باعتبارهم برابرة، لكنهم أيضًا اعتُبروا ضحايا الاستبداد.
طوال فترة الحرب، حاولت الولايات المتحدة إغراء الرجال المجندين في وقف القتال. في أبريل عام 1778، أصدر الكونغرس رسالة «إلى الضباط والجنود في خدمة ملك بريطانيا العظمى، وليس من رعايا الملك المذكور» والتي عرضت الأرض والماشية لتهجير الوحدات الألمانية، بالإضافة إلى حصول كل منهم على ترقية. ومع نهاية الحرب، قدّم الكونغرس حوافز - وخاصة ما يتضمن الأراضي الزراعية الحرة - لمجموعة الألمان العِرقية هذه للبقاء في الولايات المتحدة. عرضت بريطانيا العظمى أيضًا حوافز متمثلة بالأراضي وتسهيلات الضرائب لجنودها الموالين على استعداد للاستقرار في نوفا سكوشا.

### جنود هسن
كان الأساس المالي لبعض الدول القارية الأصغر هو التوظيف المنتظم لقواتها للقتال من أجل مختلف الدول الأكبر خلال القرن الثامن عشر. كانت دولة لاندغريفية هسن كاسل على وجه الخصوص تعاني من الكساد الاقتصادي إذ كانت قد طلبت «استئجار» جيوشًا أجنبية محترفة في السابق منذ القرن السابع عشر بدعم عام من كِلا الطبقتين الثرية والفقيرة. وهذا قد سهّل على هسن كاسل الاحتفاظ بجيش دائم أكبر للدولة، وهو ما منحه بدوره القدرة على لعب دور أقوى في سياسات القوة الأوروبية. في منتصف القرن الثامن عشر، كان حوالي 7% من السكان مجندين في الخدمة العسكرية. كان جيش هسن مدربًا ومجهزًا بشكل جيد للغاية؛ إذ حاربت قواته بشكل جيد لمن استطاع أن يدفع لقائدهم.
كانت لاندغريفية هسن-كاسل تحت حكم الملك فريدريك الثاني، وهو من الرومان الكاثوليك وعمّ الملك جورج الثالث. قدم في البداية أكثر من 12،000 جندي للقتال في الأمريكتين. وعلى غرار حلفائهم البريطانيين، واجه جنود هس بعض الصعوبة في التأقلم مع أمريكا الشمالية؛ وعانت القوات الأولى التي وصلت من وباء كان قد انتشر بسرعة، ما أدى إلى تأخير الهجوم على لونغ آيلند. ابتداءًا من 1776 جندي، تم دمج جنود هسن بين صفوف الجيش البريطاني الذي يخدم في أمريكا الشمالية، وشاركوا في معظم المعارك الكبرى، بما فيها حملة نيويورك ونيو جيرسي ومعركة جيرمانتاون وحصار تشارلستون ومعركة يوركتاون إذ تم احتجاز حوالي 1300 جندي ألماني، على الرغم من أن تقارير مختلفة تشير إلى أن خسائر الألمان كانت أقل بكثير من نظرائهم البريطانيين.
تشير التقديرات إلى أن هسن - كاسل ساهم بأكثر من 16،000 جندي خلال الحرب الثورية، الذين لم يعد منهم سوى 6500. ولأن غالبية القوات الناطقة بالألمانية جاءت من هسن، فإن الأمريكيين المعاصرين يشيرون في بعض الأحيان إلى جميع هذه القوات في هذه الحرب بشكل عام باسم «جنود هسن». قدّر أحد ضباط  هسن يُدعى آدم لودفيغ أوتشس (الذي أصبح جنرالًا في وقت لاحق) عدد القتلى بحوالي 1800 جندي، لكن العديد منهم كانوا يعتزمون البقاء في أمريكا، وبقوا بعد انتهاء الحرب. على سبيل المثال، خم الكابتن فريدريك أغسطس دي زنغ فترة ولايته مع جيوش هسن-كاسل وبقي في الولايات المتحدة، حتى أنه أصبح مساعدًا لفيليب شويلر.
وقّع هسن-كاسل معاهدة تحالف مع بريطانيا العظمى لتزويد خمسة عشر من القوات المسلحة وأربع كتائب غرينادير واثنين من سرايا الياغر وثلاث سرايا من المدفعية. على وجه الخصوص، تم تعيين المتقاعدين بعناية بأجورهم جيدة وملابس أنيقة بعيدًا عن العمل الميداني. وقد أثبت هؤلاء الجنود أنهم أساسيون في الحرب التي اتبعت «النمط الهندي» في أمريكا، ووقّعت بريطانيا العظمى معاهدة جديدة في ديسمبر من عام 1777 بموافقة هسن كاسل على زيادة عددهم من 260 إلى 1066.
لم يكن بوسع الجيوش الناطقة بالألمانية أن تحل محلّ الرجال الذين فُقدوا على الجانب الآخر من المحيط الأطلسي، لذا فقد جنّد جنود هسن الأمريكيين من أصل أفريقي كخدم وجنود. كان هناك 115 من الجنود السود الذين يخدمون مع وحدات هسن، ومعظمهم كطبّالين أو كعازفين.
ولعلّ أشهر ضابط من هسن - كاسل هو الجنرال ويلهلم فون كنيفهاوزن، الذي قاد قواته في عدة معارك كبرى. ومن بين الضباط البارزين الآخرين الكولونيل كارل فون دونوف (الذي أصيب بجراح مميتة في معركة البنك الأحمر عام 1777) والعقيد يوهان رال، الذي أيضًا أصيب بجراح مميتة في معركة ترينتون عام 1776. تم أسر الفوج الذي قاده رال وإرسال العديد من الجنود إلى بنسلفانيا للعمل في المزارع.
أثبتت الحرب أنها أطول وأصعب مما توقعته بريطانيا العظمى أو هسن - كاسل، وتسببت الخسائر المتزايدة وخطوط الإمداد الكبيرة في خسائر سياسية واقتصادية أيضًا. وفي أعقاب الثورة الأمريكية، قرر هسن-كاسل أن ينهي عملات توظيف وتأجير الجيوش.